# Wei del nord

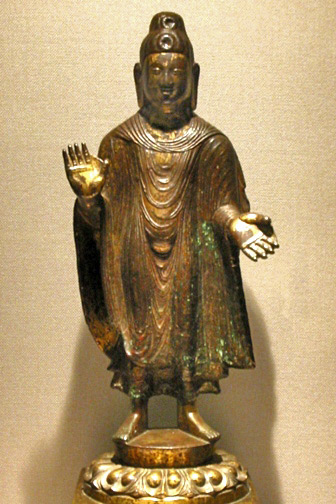
Il Buddha del Wei del nord Maitreya, 443 c.

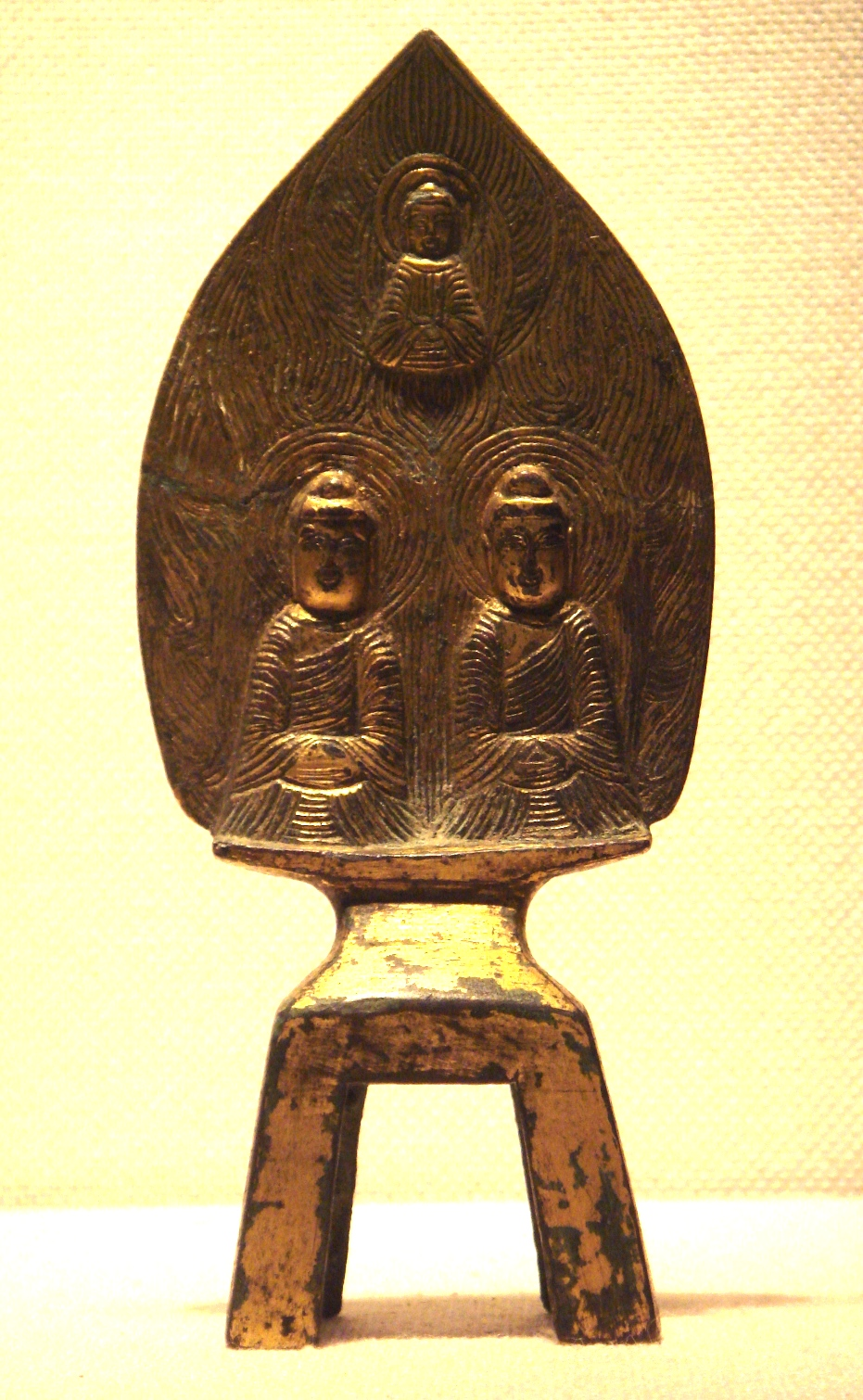
Statua buddista del Wei del nord, datata al 489. Museo Nazionale di Tokyo.

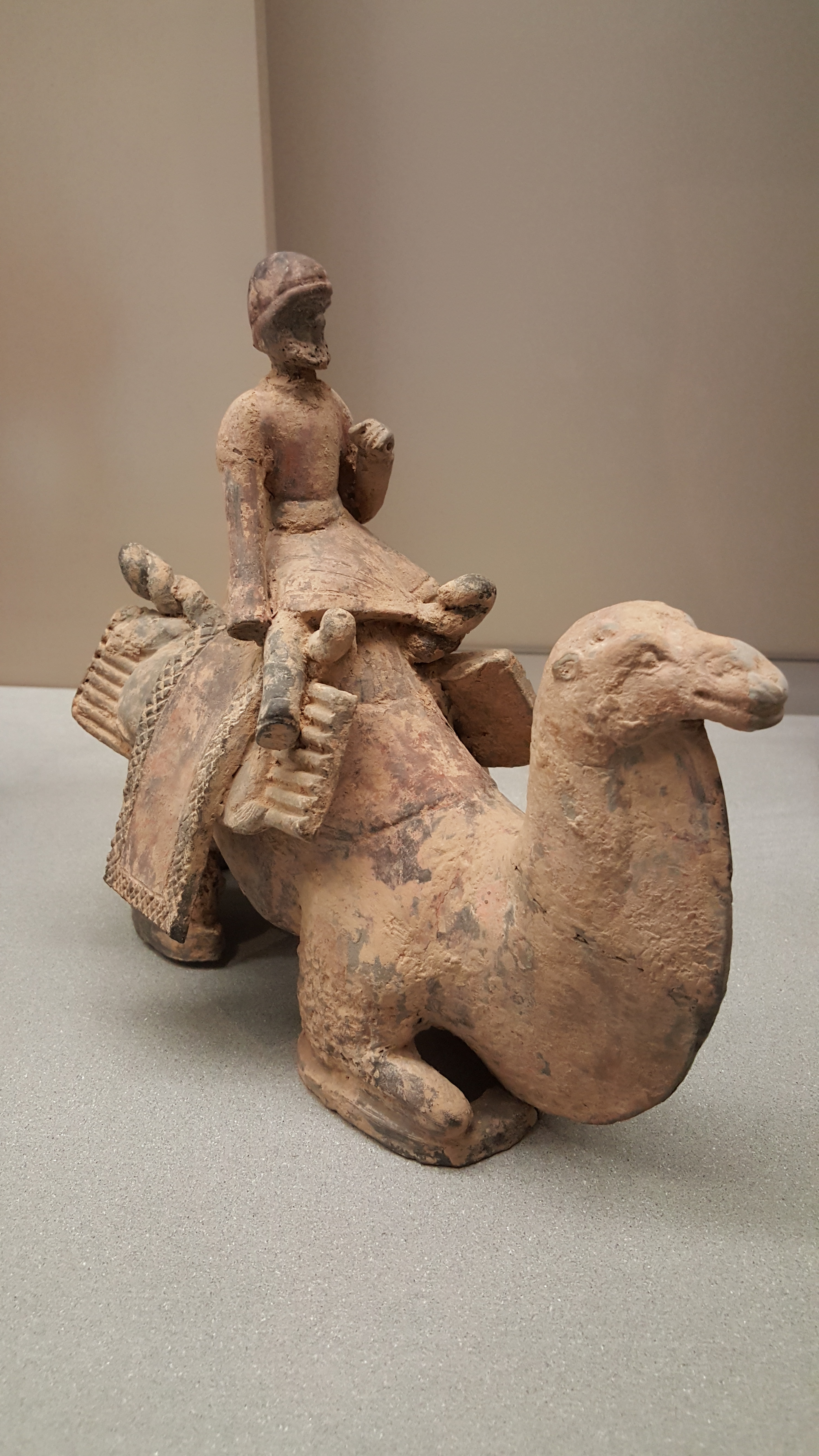
Modello di guidatore di cammello sulla Via della Seta, periodo del Wei del nord.

Il Wei del nord (北魏3 Wei4|p=Běi Wèi), noto anche come Tuoba Wei (拓跋魏), Tardo Wei (後魏) o Yuan Wei (元魏), fu una dinastia ed un regno derivato dal clan Tuoba di Xianbei, che governò la Cina dal 386 al 534 (de jure sino al 535), durante il periodo delle Dinastie del nord e del sud. Descritto come "parte di un'era di tumulti politici e di intensi cambiamenti sociali e culturali", la dinastia del Wei del nord è particolarmente nota per aver unificato il nord della Cina nel 439: questo periodo introdusse idee non note in precedenza in Cina come ad esempio il Buddhismo.
Durante il periodo Taihe (477-499) l'imperatore Xiaowen, introdusse una serie di riforme e cambiamenti che portarono la dinastia a spostare la capitale da Datong a Luoyang, nel 494. I Tuoba si rinominarono Yuan come parte di una sistematica cinesizzazione. Sul finire della dinastia vi fu un notevole dissenso interno che portò poi alla divisione tra Wei orientale e Wei occidentale.
Molte opere d'arte antica, sia taoiste che buddhiste, del periodo sono giunte sino ai nostri giorni. Fu questo il periodo della costruzione delle Grotte di Yungang presso Datong, a metà del V secolo e delle Caverne di Longmen appena fuori della capitale di Luoyang, nelle quali si trovano ancora oggi più di 30.000 immagini di Buddha risalenti al periodo.

## Storia

### L'ascesa dei Tuoba Xianbei
La dinastia Jìn aveva sviluppato una alleanza con i Tuoba Xianbei contro lo Stato di Han Zhao. Nel 315 il capo Tuoba ottenne il titolo di principe di Dai. Dopo la morte del suo principe fondatore, Tuoba Yilu, ad ogni modo, lo Stato Dai era stagnante ed era in parte alleato ed in parte tributario del Tardo Zhao e del Primo Yen, cadendo infine nelle mani dell'Primo Qin nel 376.
Dopo che l'imperatore del Primo Qin, Fu Jiān, venne sconfitto dalle forze Jin nella Battaglia del fiume Fei nel suo fallito tentativo di unificare la Cina, il Primo Qin iniziò a disgregarsi. Dal 386, l'imperatore Tuoba Gui, figlio (o nipote) di Tuoba Shiyijian (ultimo principe di Dai), riprese l'indipendenza di Tuoba inizialmente come principe di Dai. Poi cambiò il suo titolo in principe di Wei ed il suo Stato iniziò ad essere noto come Wei del nord. Nel 391, Tuoba Gui sconfisse le tribù Rouran ed uccise il loro capo, Heduohan, costringendo i Rouran stessi a migrare verso ovest.
Inizialmente il Wei del nord era vassallo del Tardo Yan, ma dal 395 gli si ribellò e dal 398 aveva già conquistato gran parte del Tardo Yan a nord del Fiume Giallo. Nel 399 Tuoba Gui si dichiarò imperatore col nome di Daowu, e tale titolo venne poi utilizzato da tutti i suoi successori per tutta l'esistenza dello Stato. In quello stesso anno sconfisse le tribù Tiele presso il Deserto del Gobi.

### Le tradizioni
All'inizio della sua storia il Wei del nord venne permeato da una serie di tradizioni fortemente derivate dalla tribù Xianbei e da altre meno usuali, come ad esempio:

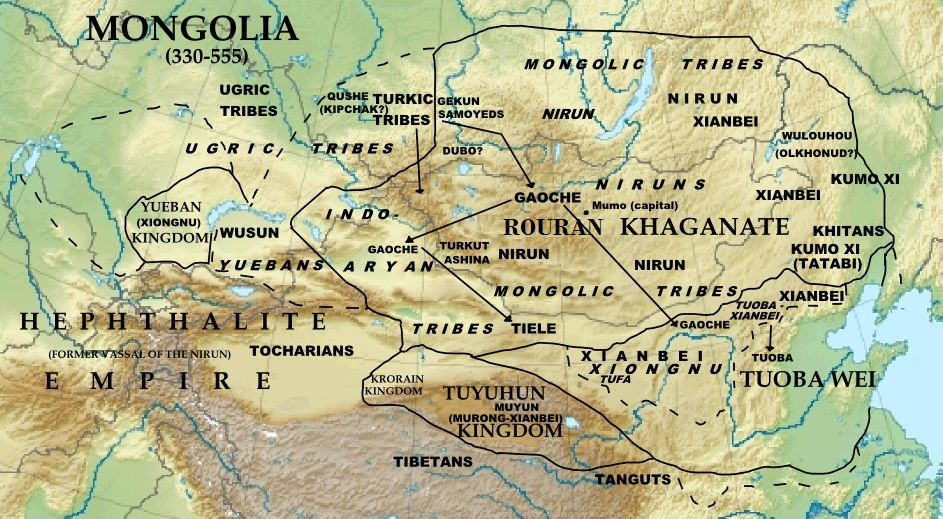
Il Khaganato Rouran, il Tuyuhun, lo Yueban ed il Wei del nord

- Gli ufficiali non ricevevano salario, ma potevano requisire il necessario per vivere direttamente dalla popolazione che governavano. Col progredire della storia dello Stato questo fatto divenne sempre più un problema, ma ci volle fino al II secolo perché si giungesse alla concessione di un salario.
- Le imperatrici non erano nominate secondo il favore imperiale o la nobiltà di nascita, ma le candidate dovevano prendere parte ad una cerimonia dove erano chiamate a forgiare personalmente una statua d'oro per ottenere il favore degli dei. Solo la candidata che fosse riuscita a produrre il prodotto migliore sarebbe divenuta imperatrice.
- Tutti gli uomini, senza differenze di etnia, avevano l'obbligo di portare i capelli uniti in una singola coda che doveva essere arrotolata e posta sul capo, il quale poi doveva essere coperto da un capello.
- Quando un principe ereditario veniva nominato, sua madre, se ancora viva, era obbligata a suicidarsi (alcuni storici credono che tale credenza non fosse derivata dai Tuoba ma piuttosto sia stata una istituzione dell'imperatore Daowu basata sull'esecuzione da parte dell'imperatore Wu di Han della sua consorte concubina favorita Zhao, madre del figlio minore Liu Fuling (poi imperatore Zhao), prima di nominare il principe ereditario Fuling.)
- Dal momento che gli imperatori non avevano mai una madre mentre erano in vita a governare, spesso onoravano la loro balia col titolo onorifico di "Balia Imperatrice Vedova" (保太后, bǎo tài hòu).

Col progredire della cinesizzazione dello Stato Wei del nord, queste tradizione col tempo vennero gradualmente abbandonate.

### Organizzazione dei contadini (三長)
- Cinque famiglie formavano un sobborgo (lin)[6]
- Cinque lin formavano un villaggio (li)
- Cinque li formavano un comune (tang)

A ciascuno di questi livelli, venivano nominati dei capi scelti dal governo. Lo Stato sviluppò questo sistema anche per dividere le terre secondo gli uomini in età tale da essere in grado di governarle. Le dinastie Sui e Tang successivamente ripresero questo sistema nel VII secolo.

### Deportazioni
Durante il regno dell'imperatore Daowu (386-409), il numero totale delle persone deportate nelle regioni orientali dal Taihangshan (già territorio del Tardo Yan) a Datong furono circa 460.000. Le deportazioni erano tipiche quando un nuovo territorio veniva conquistato.
| Deportazioni della dinastia del Wei del nord |                                            |                 |                         |
| Anno                                         | Popolo                                     | Numero          | Destinazione            |
| 398                                          | Xianbei di Hebei e dello Shandong del nord | 100.000         | Datong                  |
| 399                                          | Grandi famiglie cinesi                     | 2000 famiglie   | Datong                  |
| 399                                          | Contadini cinesi da Henan                  | 100.000         | Shanxi                  |
| 418                                          | Xianbei di Hebei                           | ?               | Datong                  |
| 427                                          | Popolazione del regno di Xia               | 10.000          | Shanxi                  |
| 432                                          | Popolazione di Liaoning                    | 30.000 famiglie | Hebei                   |
| 435                                          | Popolazione di Shaanxi e Gansu             | ?               | Datong                  |
| 445                                          | Contadini cinesi di Henan e Shandong       | ?               | A nord del Fiume Giallo |
| 449                                          | Artigiani di Chang'an                      | 2000 famiglie   | Datong                  |

### Sinizzazione
Col crescere dello Stato del Wei del nord, il desiderio degli imperatori per avere dei consiglieri e delle istituzioni sul modello degli Han crebbe. Cui Hao (381-450), consigliere della corte di Datong, giocò una notevole parte in questo processo. Egli introdusse infatti metodi amministrativi e codici penali in uso agl Han anche nel Wei settentrionale, oltre a creare una teocrazia taoista che perdurò sino al 450. L'attrazione per i prodotti della cultura Han, il gusto della corte reale per il lusso, il prestigio della cultura cinese del tempo, ed il Taoismo furono tutti fattori tipici della crescita dell'influenza cinese nello Stato del Wei settentrionale. L'influenza cinese si accelerò con lo spostamento della capitale a Luoyang nel 494 mentre l'imperatore Xiaowen continuò tale politica con una sistematica sinizzazione che venne continuata anche dai suoi successori. Le tradizioni Xianbei vennero in larga parte abbandonate. La famiglia reale prese la sinizzazione come obbiettivo per mutare il proprio nome in Yuan. I matrimoni con famiglie cinesi vennero fortemente incoraggiati. Per questo, templi buddisti iniziarono ad apparire un po' ovunque, spiazzando il taoismo come religione di stato. I tempi, spesso creati lussuosi e stravaganti sia dentro che fuori, erano delle autentiche opere d'arte e religione insieme. Sempre dal 460 in poi, gli imperatori iniziarono ad erigere colossali statue di Buddha scolpite presso la loro capitale Pingcheng che dichiaravano gli imperatori come rappresentanti di Buddha e quindi legittimi governanti della Cina.
Il Wei del nord iniziò ad organizzare dei matrimoni per l'élite cinese ed unirla con la famiglia reale Tuoba dagli anni ottanta del V secolo. Alcuni cinesi Han esiliati ma appartenenti alla nobiltà o addirittura alla famiglia reale vennero nello Xianbei. Molte figlie dell'imperatore Xiaowen del Wei del nord sposarono membri dell'élite cinese Han, come ad esempio Liu Song (刘辉), che sposò la principessa Lanling (蘭陵公主) del Wei del nord, La principessa Huayang (華陽公主) sposò Sima Fei (司馬朏), discendente dei re Jìn, la principessa Jinan (濟南公主) sposò Lu Daoqian (盧道虔), la principessa Nanyang (南阳长公主) sposò Xiao Baoyin (萧宝夤), membro della casata reale del Qi del sud. la sorella dell'imperatore Xiaozhuang del Wei del nord, la principessa Shouyang, venne sposata al figlio dell'imperatore Wu di Liang, Xiao Zong 蕭綜.
Quando la dinastia Jin oriental terminò, il Wei del nord ricevette il principe Sima Chuzhi (司馬楚之) come rifugiato. Una principessa del Wei del nord sposò Sima Chuzhi, dando poi alla luce Sima Jinlong (司馬金龍). La figlia di Xiongnu, re del Liang del nord, Juqu Mujian, sposò Sima Jinlong.

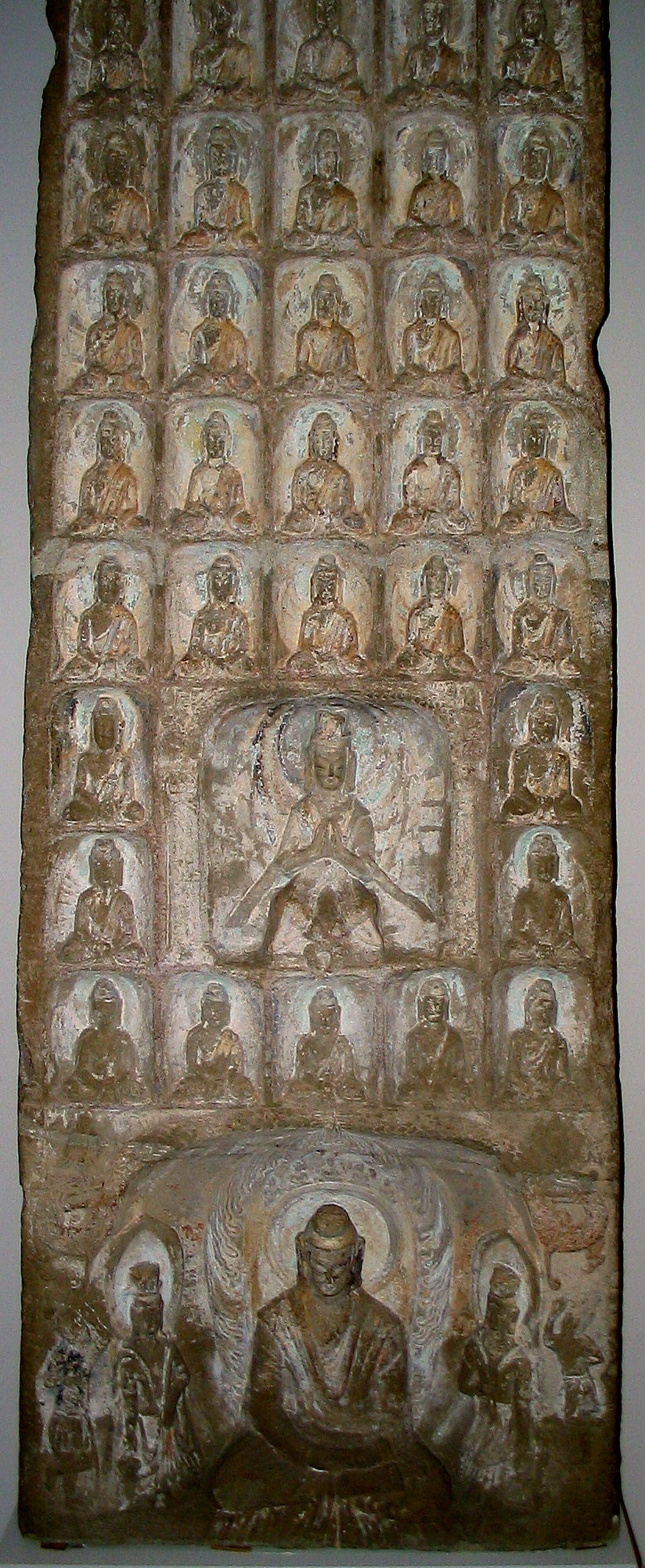
Una stele buddista del periodo del Wei del nord, costruita nel VI secolo.

Gli otto cognomi nobili del Wei del nord furono Buliugu (步六孤), Helai (賀賴), Dugu (獨孤), Helou (賀樓), Huniu (忽忸), Qiumu (丘穆), Gexi (紇奚) e Yuchi (尉遲), adottando sempre cognomi cinesizzati.
La questione religiosa rimaneva comunque aperta e durante il regno di Taiwu, Kou Qianzhi, i Maestri Celesti e Cui Hao complottarono un piano anti-buddista. I Maestri Celesti indicarono la persecuzione dei buddisti come un modo per tornare alla vera religione sotto l'imperatore Taiwu. L'anti-buddismo era la posizione di Kou Qianzhi, ma ad ogni modo non vi fu alcun bando per i Maestri Celesti malgrado le continue pressioni di Cui Hao e Kou Qianzhi per una campagna anti-buddista.

### Rottura e divisione

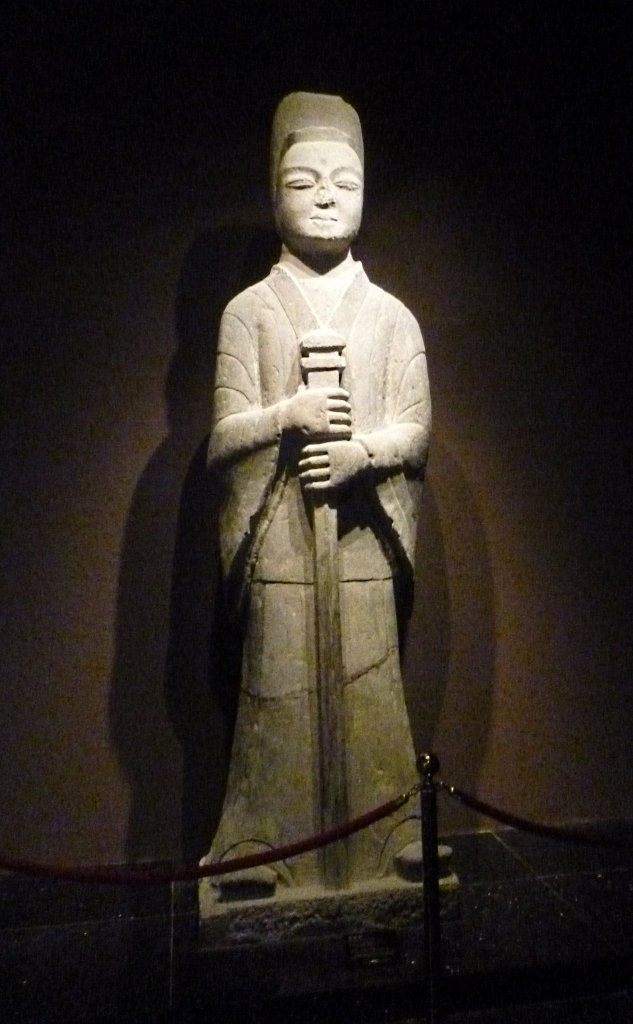
Statua di pietra di fronte ad una tomba. Dinastia del Wei del nord (386-534) al museo di Luoyang

La pesante influenza cinese aveva ormai permeato completamente lo Stato del Wei del nord come pure la corte e gli alti ranghi dell'aristocrazia locale. LE armate a guardia della frontiera settentrionale dell'impero come pure il popolo Xianbei erano però molto meno cinesizzati ed iniziarono a sentire una certa ostilità nei confronti della società governante. Già all'inizio della storia del Wei del nord, la difesa del confine a nord contro i Rouran era stata fortemente enfatizzata, ed i compiti militari al nord erano considerati un onore che poteva vantare alto riconoscimento presso il popolo. Ma con la cinesizzazione dell'imperatore Xiaowen, il servizio militare, ed in particolare quello al confine nord, non era più considerato così importante né così onorifico come in passato, e le tradizionali famiglie guerriere Xianbei persero il rispetto di cui godevano e molti dei loro privilegi tradizionali; queste famiglie guerriere che costituivano l'aristocrazia della parte settentrionale del regno ora si trovavano nella classe più bassa della gerarchia.
Nel 523, scoppiarono delle ribellioni nei sei maggiori villaggi di guardia alla frontiera del nord e si diffusero in breve tempo ovunque. Queste ribellioni perdurarono per decenni. Esacerbata dalla situazione, l'imperatrice vedova Hu avvelenò il proprio figlio l'imperatore Xiaoming nel 528 dopo che questi aveva mostrato disappunto perché lei si occupasse degli affari di stato, avendo egli raggiunto ormai l'età per governare da solo l'impero, scrollandosi di dosso la reggenza della madre che per un decennio lo aveva costretto ad una scomoda co-reggenza. Avendo saputo della morte del diciottenne imperatore, il generale Erzhu Rong, che già si era mobilitato su ordine segreto dell'imperatore per supportarlo nella sua eventuale lotta contro l'imperatrice vedova Hu, si mosse verso Luoyang. Annunciando di voler installare un nuovo imperatore prescelto secondo l'antico metodo Xianbei, Erzhu Rong convocò gli ufficiali della città. Al loro arrivo, ad ogni modo, disse loro che sarebbero stati in realtà puniti per il loro cattivo comportamento e li sterminò facendoli a pezzi e gettando l'imperatrice Hu ed il suo candidato Yuan Zhao nel Fiume Giallo. Si dice che quella fu l'occasione in cui vennero eliminati 2000 cortigiani con un massacro che durò per tredici giorni nel secondo mese dell'anno 528.

### I due generali

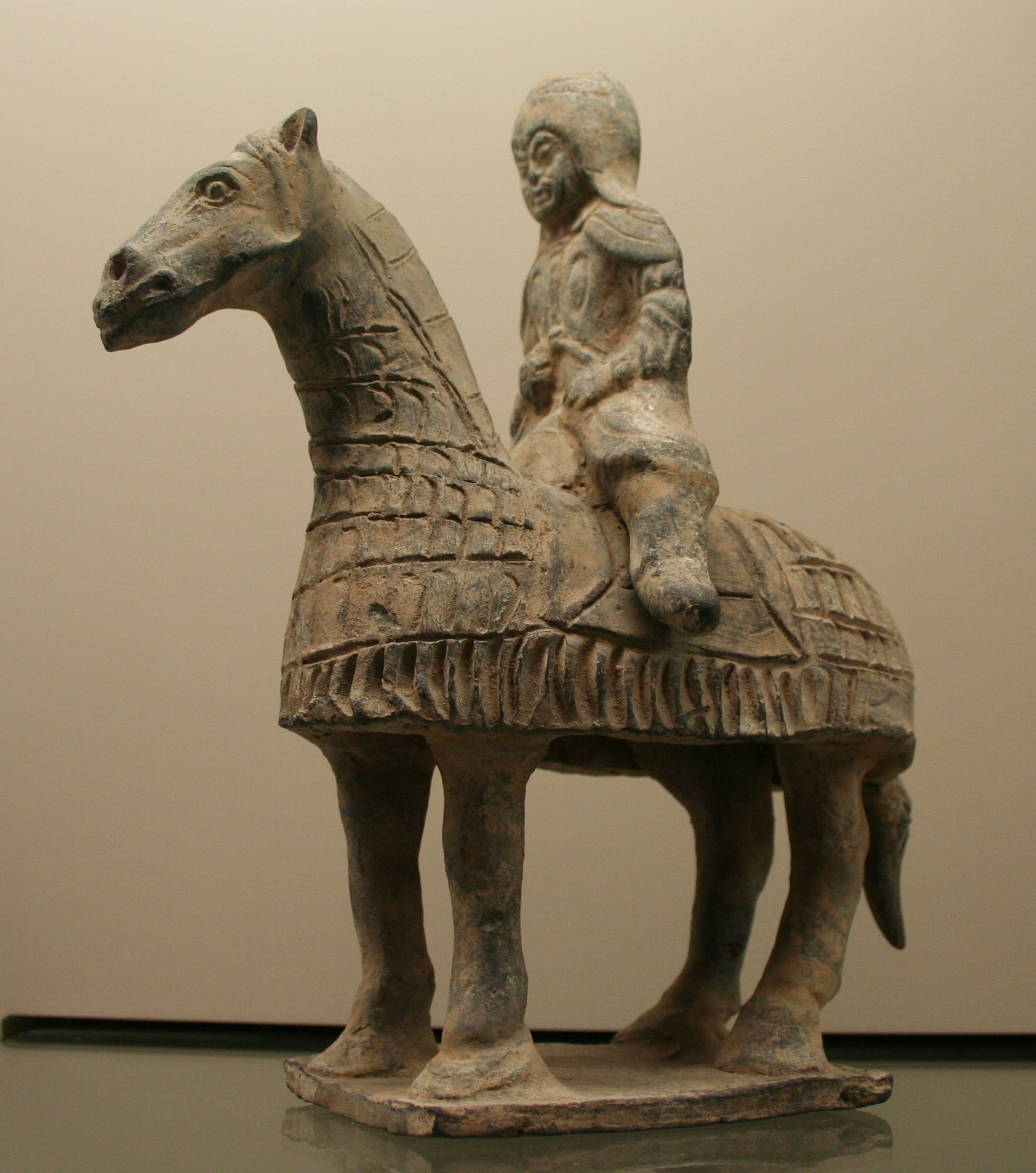
Guerriero a cavallo della dinastia del Wei del nord dalla collezione del Museo Cernuschi.

Erzhu dominò la corte imperiale, pur nominando un imperatore che ebbe solo un potere onorifico. L'imperatore placò gran parte delle ribellioni, riunificando in larga parte il Wei del nord. Ad ogni modo l'imperatore Xiaozhuang, non desiderando rimanere un imperatore-fantoccio e volendo privare il clan di Erzhu dello strapotere conquistato con la forza, temendo comunque un giorno di essere da questi detronizzato (era stato capace già di compiere un epocale massacro a corte), uccise Erzhu Rong nel 530 in un'imboscata a palazzo che portò alla ripresa della guerra civile, inizialmente tra il clan Erzhu e l'imperatore Xiaozhuang, e poi, dopo la vittoria su Xiaozhuang nel 531, tra il clan Erzhu e quanti resistevano al suo governo. Negli anni finali di queste guerre, due generali guidarono le azioni principali che divideranno poi il Wei in Wei orientale e Wei occidentale.

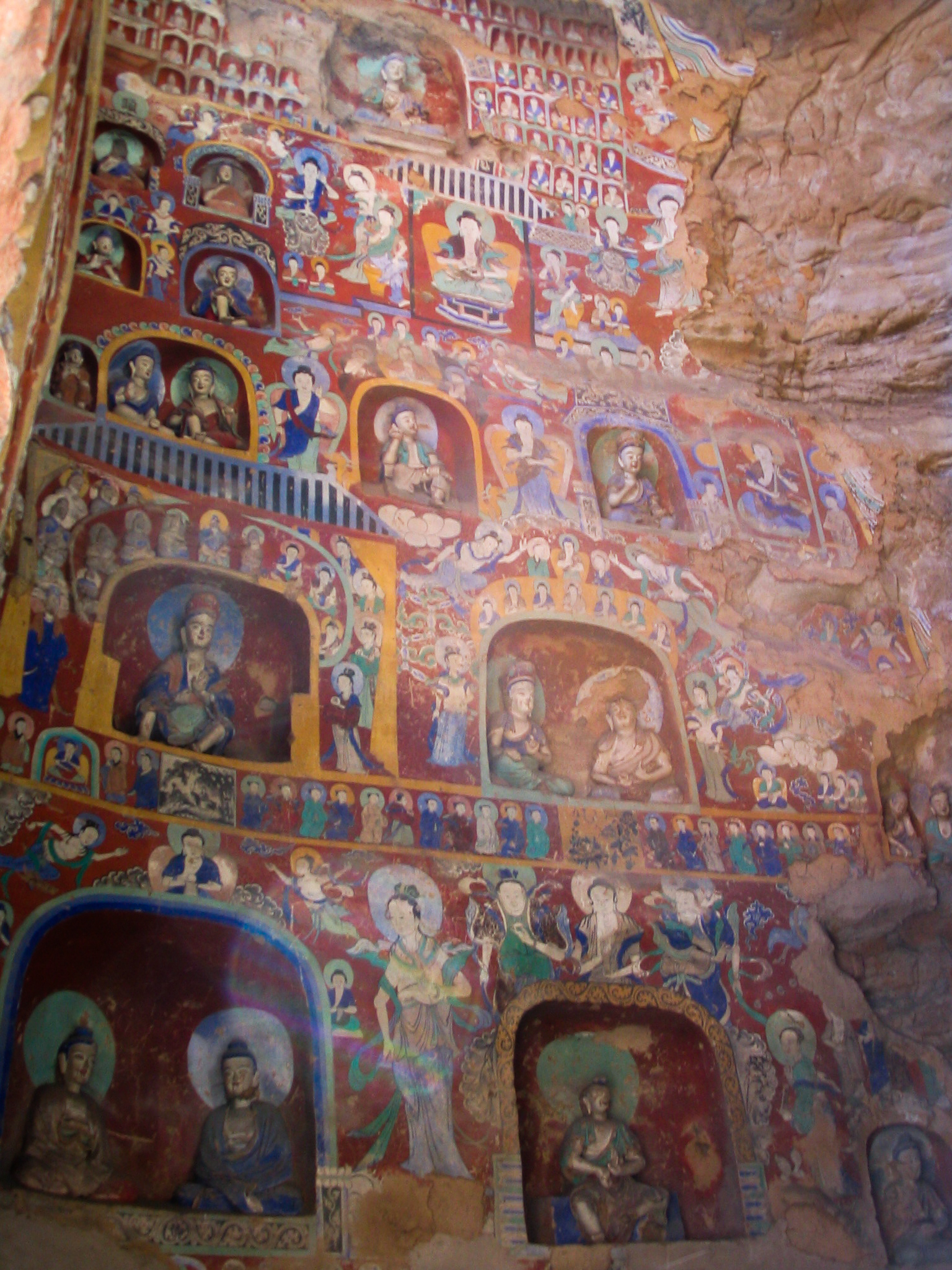
Dipinti murari nel Wei del nord, Grotte di Yungang, V-VI secolo.

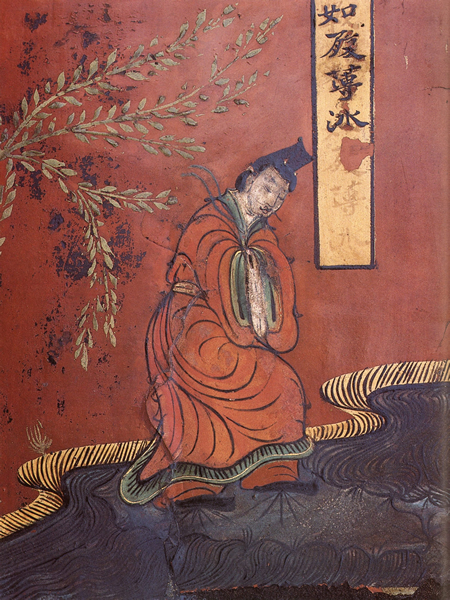
Figura maschile che indossa vestiti Hanfu, tavoletta di legno del periodo Wei del nord, V secolo

Il generale Gao Huan era originario della frontiera del nord, uno dei molti soldati che si erano arresi agli Erzhu e che erano divenuti uomini di punta del clan stesso. Ma successivamente, Gao Huan ottenne uomini propri di tradizione Han e non, ribellandosi al clan Erzhu, entrando e prendendo la capitale Luoyang nel 532. Sicuro del successo ottenuto, nominò un imperatore per il trono di Luoyang e continuò la sua campagna militare. L'imperatore, ad ogni modo, assieme al capo militare di Luoyang, Husi Chun, iniziò un complotto contro Gao Huan. Gao Huan riuscì, comunque, a mantenere il controllo di Luoyang, ed a far fuggire l'imperatore ed i suoi accoliti nella regione ad est governata dal potente signore della guerra Yuwen Tai. Gao Huan annunciò dunque la sua decisione di spostare la corte da Luoyang alla sua capitale di Ye. "In tre giorni di decreto, 400.000 famiglie (circa 2.000.000 di persone) dovettero lasciare le loro case e spostarsi a Ye dal momento che stava giungendo l'inverno." Ora esistevano due pretendenti al trono del Wei, fatto che portò nel 534-535 alla definitiva divisione in Wei orientale e Wei occidentale.

### La caduta
Né il Wei orientale né quello occidentale sopravvissero a lungo. Nel 550, il figlio di Gao Huan, l'imperatore Gao Yang costrinse l'imperatore Xiaojing del Wei orientale a cedergli il trono, ponendo così fine al Wei orientale e fondando il Qi del nord. Similarmente, nel 557, il nipote di Yuwen Tai, Yuwen Hu costrinse l'imperatore Gong del Wei occidentale a cedere il trono al figlio di Yuwen Tai, Yuwen Jue, ponendo così fine allo Wei occidentale e stabilendo lo Zhou del nord, estinguendo il potere imperiale del Wei del nord.

## Sovrani della dinastia Wei del nord
| Nomi postumi ( Shi Hao 諡號) | Nomi di nascita                 | Periodo di regno | Nome dell'era (Nian Hao 年號) e anni dell'era |
| --- | ------------------------------- | ---------------- | --- |
| Dinastia Wei del nord 386-535 |                                 |                  | |
| Convenzione: Wei del nord + nome postumo |                                 |                  | |
| La famiglia imperiale Tuoba cambiò il proprio nome di famiglia in 元 (yuán) durante il regno dell'imperatore Xiaowen nel 496 pertanto in questa tabella i loro nomi sono indicati come "Yuan". |                                 |                  | |
| Dao Wu Di (道武帝 daò wǔ dì) | Tuoba Gui (拓拔珪 tuò bá guī)   | 386-409          | Dengguo (登國 dēng guó) 386-396 Huangshi (皇始 huáng shǐ) 396-398 Tianxing (天興 tiān xīng) 398-404 Tianci (天賜 tiān cì) 404-409                                                                                   |
| Ming Yuan Di (明元帝 míng yuán dì) | Tuoba Si (拓拔嗣 tuò bá sì)     | 409-423          | Yongxing (永興 yǒng xīng) 409-413 Shenrui (神瑞 shén ruì) 414-416 Taichang (泰常 tài cháng) 416-423 |
| Tai Wu Di (太武帝 tài wǔ dì) | Tuoba Tao (拓拔燾 tuò bá táo)   | 424-452          | Shiguang (始光 shǐ guāng) 424-428 Shenjia (神䴥 shén jiā) 428-431 Yanhe (延和 yán hé) 432-434 Taiyan (太延 tài yán) 435-440 Taipingzhenjun (太平真君 tài píng zhēn jūn) 440-451 Zhengping (正平 zhèng píng) 451-452 |
| Nan An Wang (南安王 nán ān wáng) | Tuoba Yu (拓拔余 tuò bá yú)     | 452              | Chengping (承平 chéng píng) 452 |
| Wen Cheng Di (文成帝 wén chéng dì) | Tuoba Jun (拓拔濬 tuò bá jùn)   | 452-465          | Xingan (興安 xīng ān) 452-454 Xingguang (興光 xīng guāng) 454-455 Tai'an (太安 tài ān) 455-459 Heping (和平 hé píng) 460-465                                                                                        |
| Xian Wen Di (獻文帝 xiàn wén dì) | Tuoba Hong (拓拔弘 tuò bá hóng) | 466-471          | Tian'an (天安 tiān ān) 466-467 Huangxing (皇興 huáng xīng) 467-471 |
| Xiao Wen Di (孝文帝 xiào wén dì) | Yuan Hong (元宏 yuán hóng)      | 471-499          | Yanxing (延興 yán xīng) 471-476 Chengming (承明 chéng míng) 476 Taihe (太和 tìi hé) 477-499 |
| Xuan Wu Di (宣武帝 xuān wǔ dì) | Yuan Ke (元恪 yuán kè)          | 499-515          | Jingming (景明 jǐng míng) 500-503 Zhengshi (正始 zhèng shǐ) 504-508 Yongping (永平 yǒng píng) 508-512 Yanchang (延昌 yán chāng) 512-515                                                                             |
| Xiao Ming Di (孝明帝 xiào míng dì) | Yuan Xu (元詡 yuán xǔ)          | 516-528          | Xiping (熙平 xī píng) 516-518 Shengui (神龜 shén guī) 518-520 Zhengguang (正光 zhèng guāng) 520-525 Xiaochang (孝昌 xiào chāng) 525-527 Wutai (武泰 wǔ tài) 528                                                     |
| Figlia dell'imperatore Xiaoming | Nessuno                         | 528              | Nessuna |
| Youzhu (幼主 yòu zhǔ) | Yuan Zhao (元釗 yuán xhāo)      | 528              | Nessuna |
| Xiao Zhuang Di (孝莊帝 xiào zhuāng dì) | Yuan Ziyou (元子攸 yuán zǐ yōu) | 528-530          | Jianyi (建義 jiàn yì) 528 Yongan (永安 yǒng ān) 528-530 |
| Chang Guang Wang (長廣王 cháng guǎng wáng) | Yuan Ye (元曄 yuán yè)          | 530-531          | Jianming (建明 jiàn míng) 530-531 |
| Jie Min Di (節閔帝 jié mǐn dì) | Yuan Gong (元恭 yuán gōng)      | 531-532          | Putai (普泰 pǔ tài) 531-532 |
| An Ding Wang (安定王 ān dìng wáng) | Yuan Lang (元朗 yuán lǎng)      | 531-532          | Zhongxing (中興 zhōng xīng) 531-532 |
| Xiao Wu Di (孝武帝 xiào wǔ dì) or Chu Di (出帝 chū dì) | Yuan Xiu (元脩 yuán xiū)        | 532-535          | Taichang (太昌 tài chāng) 532 Yongxing (永興 yǒng xīng) 532 Yongxi (永熙 yǒng3 xī) 532-535 |